# Eugeniusz Hrynkiewicz
Eugeniusz Hrynkiewicz – polski lekkoatleta, specjalizujący się w biegach sprinterskich, ale także piłkarz ligowy ŁKS Łódź (1929).

## Osiągnięcia
- Mistrzostwa Polski seniorów w lekkoatletyce
  - Warszawa 1928 – brązowy medal w biegu na 100 m
  - Łódź 1928 - złoty medal w skoku w dal (6.10 m.) w zawodach lekkoatletycznych zorganizowanych przez redakcję "Łódzkiego Echa Wieczornego"[1]